# Asarum trigynum
Asarum trigynum là một loài thực vật có hoa trong họ Aristolochiaceae. Loài này được (F.Maek.) Araki mô tả khoa học đầu tiên năm 1937.